# Белцаць (комуна)
Белцаць, Белцаці (рум. Bălțați) — комуна у повіті Ясси в Румунії. До складу комуни входять такі села (дані про населення за 2002 рік):
- Белцаць (1746 осіб) — адміністративний центр комуни
- Валя-Ойлор (712 осіб)
- Котиргач (82 особи)
- Медиржешть (862 особи)
- Подішу (539 осіб)
- Сирка (1014 осіб)
- Філіаші (64 особи)

Комуна розташована на відстані 319 км на північ від Бухареста, 36 км на захід від Ясс.

## Населення
За даними перепису населення 2002 року у комуні проживали 5019 осіб. Усі жителі комуни рідною мовою назвали румунську.
Національний склад населення комуни:
| Національність | Кількість осіб | Відсоток |
| -------------- | -------------- | -------- |
| румуни         | 5017           | > 99,9%  |
| угорці         | 1              | < 0,1%   |
| цигани         | 1              | < 0,1%   |

Склад населення комуни за віросповіданням:
| Релігія       | Кількість осіб | Відсоток |
| ------------- | -------------- | -------- |
| православні   | 4403           | 87,7%    |
| римо-католики | 564            | 11,2%    |
| адвентисти    | 25             | 0,5%     |
| бретрени      | 8              | 0,2%     |
| старообрядці  | 8              | 0,2%     |
| п'ятдесятники | 7              | 0,1%     |